# District de Mugaljar
Le district de Mugaljar (kazakh : Мұғалжар ауданы) est un district de l’oblys d'Aktioubé au Kazakhstan.  

## Géographie
Le centre administratif du district est la ville de Kandyagach.

## Démographie
La population est de 64 553 habitants en 2013. 